# لافينتورا
لافينتورا (بالإيطالية: L'Avventura) أو المغامرة هو فيلم إيطالي من عام 1960 من إخراج الإيطالي مايكل أنجلو أنطونيوني مبني على قصة من تأليفه. الفيلم من بطولة مونيكا فيتي وغابرييللي فيرزيتي. يشتهر الفيلم بتسارعه الحذر مما يجعل المشاهد يركز على التركيب المرئي وتطور الشخصيات، كما يتميز أيضاً ببنيته السردية غير المعتادة.

## وصلات خارجية
- لافينتورا على موقع IMDb (الإنجليزية)
- لافينتورا على موقع روتن توميتوز (الإنجليزية)
- لافينتورا على موقع نتفليكس (الإنجليزية)
- لافينتورا على موقع ألو سيني (الفرنسية)
- لافينتورا على موقع Turner Classic Movies (الإنجليزية)
- لافينتورا على موقع أول موفي (الإنجليزية)
- لافينتورا على موقع فيلمافينيتي (الإسبانية)
- لافينتورا على موقع قاعدة بيانات الأفلام السويدية (السويدية)
- لافينتورا على موقع قاعدة بيانات الفيلم (الإنجليزية)
- لافينتورا على موقع ليتربوكسد (الإنجليزية)

1. ↑  وصلة مرجع: http://www.imdb.com/title/tt0053619/. الوصول: 13 أبريل 2016.
2. ↑  وصلة مرجع: https://www.filmaffinity.com/en/film376399.html. الوصول: 13 أبريل 2016.
3. ↑  وصلة مرجع: http://www.ofdb.de/film/19685,Die-mit-der-Liebe-spielen. الوصول: 13 أبريل 2016.